# 이스턴 블롯
이스턴 블롯(영어: eastern blot)은 지질, 인산염 및 당 접합체를 포함하여 단백질 번역 후 변형을 분석하는 생화학적 기술이다. 탄수화물 항원 결정기를 감지하는 데 가장 자주 사용된다. 따라서 이스턴 블롯은 웨스턴 블롯의 생화학적 기술의 확장으로 생각할 수 있다. 이스턴 블롯은 SDS-PAGE를 사용하여 전기영동을 하고 나이트로셀룰로스 막을 사용하여 트랜스퍼한다. 트랜스퍼된 단백질은 지질, 탄수화물, 인산화, 기타 단백질 변형을 감지할 수 있는 탐침을 사용하여 번역 후 변형을 분석한다. 이스턴 블롯은 번역 후 수정 및 프로브의 특정 상호 작용을 통해 대상을 감지하는 방법을 참조하는 데 사용되어야 하며, 표준 파-웨스턴 블롯과 구별된다.

## 응용
이 기술의 한 응용 분야에는 두 가지 세균종 Ehrlichia-E. muris 및 IOE의 단백질 변형 검출이다. 콜레라 독소 B 서브 유닛, 콘카나발린 A, 나이트로포스포몰리브데이트-메틸그린을 사용하여 단백질 변형을 검출했다. 이 기술은 비독성 E.muris의 항원성 단백질이 독성이 강한 IOE보다 번역 후 변형된다는 것을 보여주었다.

## 의미
전령 RNA에서 번역 된 대부분의 단백질은 세포에서 기능하기 전에 변형을 거친다. 이러한 변을 통칭하여 번역 후 변형이라고 한다. 생리적 조건 하에서 안정한 초기 또는 접힌 단백질은 곁사슬 또는 골격에서 특정 효소 촉매로 변형된 배터리에 적용된다.
아미노산 사슬의 N 말단에서 발생하는 번역 후 변형은 생체막을 가로지르는 전위에서 중요한 역할을 한다. 여기에는 원핵생물과 진핵생물의 분비 단백질과 리소좀, 엽록체, 미토콘드리아 및 세포막과 같은 다양한 세포 및 세포막에 통합되도록 의도된 단백질이 포함된다. 번역 후 단백질의 발현은 여러 질병에서 중요하다.

## 같이 보기
- 웨스턴 블롯
- 노던 블롯
- 서던 블롯
- 노스웨스턴 블롯